# Bernard Siebert
Bernard Siebert (ur. 1 marca 1961) – polski piłkarz występujący na pozycji obrońcy.

## Rodzina
Ma dwóch synów, Mateusza i Marcina, którzy są piłkarzami. Obecnie (stan na 3 października 2013 roku) Mateusz występuje w luksemburskim US Rumelange.

## Kariera piłkarska
Wychowanek Klubu Sportowego Posnania, jednakże w 1978 roku przeszedł do Lecha Poznań. Nigdy nie zadebiutował w barwach pierwszego zespołu i całą karierę w Kolejorzu spędził w rezerwach. W 1983 roku wzmocnił Polonię Leszno, lecz już po roku podpisał kontrakt z Olimpią Poznań, której barwy reprezentował, aż do 1990 roku. Wtedy to opuścił Polskę i przeniósł się do Francji, do klubu AS Algrange. W 1992 roku wyjechał do Luksemburga i grał tam w takich klubach, jak Spora Luksemburg, Sporting Mertzig i FC Rapid Mansfeldia 86 Luxembourg. W 2000 roku zakończył karierę.